# Olympische Sommerspiele 1940

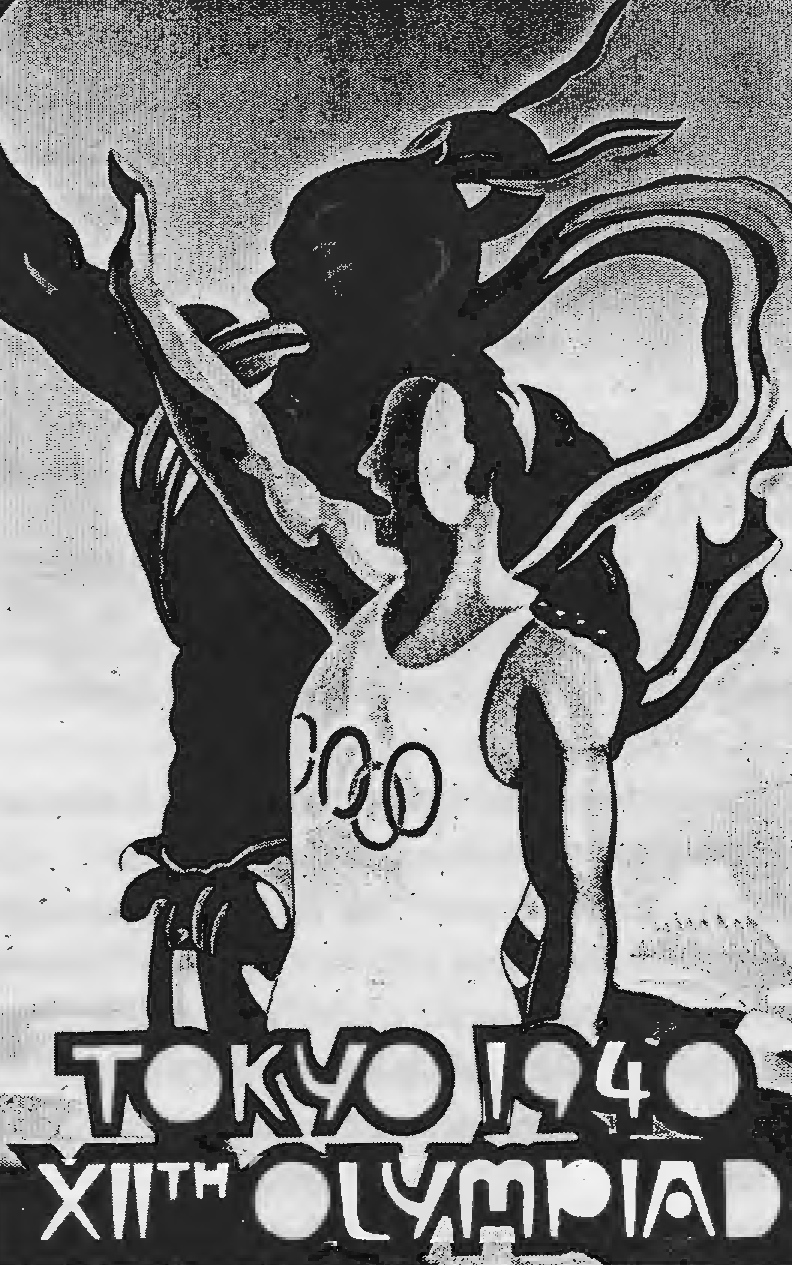
Das offizielle Poster der Olympischen Sommerspiele 1940 wurde von Wada Sanzō gestaltet.

Die Olympischen Sommerspiele 1940 (offiziell Spiele der XII. Olympiade genannt) sollten ursprünglich vom 21. September bis zum 6. Oktober 1940 in Tokio stattfinden. Die japanische Hauptstadt hatte sich als erste Stadt außerhalb Europas und der Vereinigten Staaten erfolgreich um die Austragung Olympischer Spiele beworben und argumentierte dabei, dass die Spiele erst dann wirklich universal seien, wenn sie auch in Asien stattfinden könnten. Die Tokioter Bewerbung setzte neue Maßstäbe und forderte das Internationale Olympische Komitee (IOC) heraus, weil die Bewerbungskampagne nicht bloß auf die olympische Bewegung beschränkt blieb, sondern Japan für eine günstige Entscheidung auch diplomatische Kanäle nutzte. Die aggressive Kampagne der Japaner führte dazu, dass die Olympischen Sommerspiele 1940 nicht wie geplant auf der IOC-Session 1935, sondern erst auf der 1936 in Berlin stattfindenden Session vergeben wurden. In der Zwischenzeit war der anfangs kritisch eingestellte IOC-Präsident Henri de Baillet-Latour auf einer Japan-Reise von Tokio als Austragungsort überzeugt worden, Rom und London waren durch diplomatische Verhandlungen zum Rückzug ihrer Kandidaturen bewegt worden. Einziger Mitbewerber blieb Helsinki, gegen das sich Tokio in der Wahl durchsetzen konnte.
Die Vorbereitungen für die Olympischen Spiele liefen schleppend an. In ihrem Verlauf kamen drei große Kontroversen auf: Die Nutzung des Stadions im Außenbezirk des Meiji-Schreins als Olympiastadion war umstritten, ebenso die Durchführung und mögliche Route des Fackellaufs sowie die Eröffnung der Spiele durch den Tennō, dessen Stimme mit einem Mikrofon übertragen werden sollte, was zu dieser Zeit als blasphemisch galt. Besonders der Streit um den Standort des Stadions verzögerte die Vorbereitungen und führte zu Kritik seitens des IOC. Als aufgrund des ausgreifenden Krieges in China Ressourcen zunehmend knapp wurden, entzog die japanische Regierung dem Organisationskomitee die Unterstützung.
Im Juli 1938 gab Tokio das Recht der Austragung offiziell an das IOC zurück. Als neuer Austragungsort wurde Helsinki bestimmt, wo die Spiele vom 20. Juli bis 4. August 1940 stattfinden sollten. Wegen des Zweiten Weltkrieges konnten die Spiele letztendlich nicht abgehalten werden. Erst 1948 in London fanden wieder Sommerspiele statt. Helsinki erhielt dann die Spiele 1952, in Tokio fanden sie schließlich 1964 statt. Bei diesen Sommerspielen hatten viele der Debatten um 1940 ihre Bedeutung verloren, hingegen wurden auch existierende Planungen aus dem ersten Anlauf genutzt.

## Bewerbung und Wahl des Austragungsorts
Tokio war die erste Stadt außerhalb der europäisch-amerikanischen Welt, die sich erfolgreich um die Austragung Olympischer Spiele bewarb. Japan war ein recht junges Mitglied der olympischen Bewegung und die Olympischen Spiele waren im Land weitgehend unbekannt. Der Anstoß für die Bewerbungskampagne ging von der Tokioter Stadtverwaltung aus, erst allmählich begann sich auch der Staat zu engagieren. In der heißen Phase der Bewerbung in den Jahren 1935 und 1936 nutzte die Regierung ihre diplomatischen Möglichkeiten zugunsten Tokios. Die Bewerbung um die Olympischen Spiele 1940 setzte den Maßstab für zukünftige Bewerbungskampagnen; sie laufen bis heute nach dem damals etablierten Muster ab.
Die Bewerbung stand von Anfang an im Kontext der Vorbereitung des 2600. Jubiläums der kaiserlichen Linie, das mit den Olympischen Spielen und mit der Veranstaltung der Weltausstellung auch international begangen werden sollte. Sowohl die erste Bewerbung einer asiatischen Metropole um die Austragung als auch die Vergabe der Spiele durch das IOC an diese beruhten auf zahlreichen Fehlannahmen und Missverständnissen auf beiden Seiten. Sie waren ein Symptom der Krise der olympischen Bewegung in den 1930er-Jahren, erwiesen sich jedoch auch als wichtiger Schritt zu ihrer Öffnung.

### Idee zur Bewerbung und nationale Kampagne
Der Bürgermeister der Stadt Tokio, Nagata Hidejirō, begann 1930 mit den Planungen des 2600. Jubiläums der kaiserlichen Linie im Jahr 1940. Im März dieses Jahres hatte es in der Stadt ein dreitägiges Fest anlässlich des Wiederaufbaus Tokios als einer modernen Metropole nach dem großen Kantō-Erdbeben von 1923 gegeben. Die Feierlichkeiten zur Erinnerung an den Ursprung des Herrscherhauses gehörten zur Selbstdefinition Japans als moderne Nation und sollten besonders pompös begangen werden. Nagata betrachtete das Jubiläum als politisch bedeutend für Japan und als wirtschaftliche Chance für seine Stadt. Um internationale Touristen anzulocken, plante er die Bewerbung um die Olympischen Sommerspiele 1940. Der Bürgermeister bat Yamamoto Tadaoki, einen Professor der Waseda-Universität, der nach Europa reiste, dort ein Meinungsbild über eine Tokioter Bewerbung einzuholen. Tadaoki berichtete bei seiner Rückkehr Anfang Dezember 1930 Nagata, dass die Reaktionen aus Europa und auch Amerika überwiegend positiv gewesen seien. Davon in seiner Idee bestärkt, gab der Bürgermeister am 4. Dezember 1930 eine Pressekonferenz, in der er die Bewerbung Tokios um die Olympischen Sommerspiele 1940 verkündete. Zugleich gab Nagata bekannt, die für 1935 geplante Weltausstellung ebenfalls auf das Jahr 1940 zu verschieben. Zum Zeitpunkt der Bekanntgabe hatte Tokios Bürgermeister noch keinerlei Unterstützung aus der olympischen Bewegung in Japan, weshalb kein japanisches IOC-Mitglied oder Mitglied der „Japanese Amateur Athletic Association“ (JAAA, auch JASA, JPEA und anderes, englisch für „Großjapanischer Sportbund“, Dai-Nippon Taiiku Kyōkai) anwesend war. Die Idee, sich um die Austragung Olympischer Spiele zu bewerben, entstand somit vollkommen außerhalb der japanischen Sportwelt.

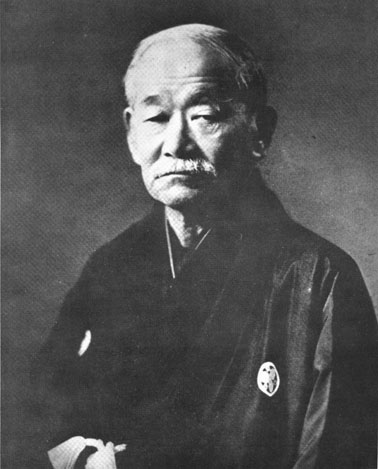
Kanō Jigorō war das erste japanische IOC-Mitglied und stand dem Plan skeptisch gegenüber.

Der erste Unterstützer aus der nationalen Politik war der Eisenbahnminister. Die japanische Sportwelt stand der Idee jedoch kritisch gegenüber. Die Bewerbung musste beim IOC vom Nationalen Olympischen Komitee – im Falle Japans der JAAA – eingereicht werden. Die Haltung der JAAA wurde stark von den beiden japanischen IOC-Mitgliedern Kanō Jigorō und Kishi Seiichi beeinflusst. Beide waren gegenüber den Bestrebungen Nagatas skeptisch eingestellt. Sie betrachteten Japan noch nicht als bereit, Olympische Spiele auszutragen. Bevor dieser Schritt unternommen werden könne, solle sich Japan bei Olympischen Spielen erst einmal als eine führende Sportnation beweisen. Zudem gab es Bedenken wegen der Tokioter Infrastruktur im Bereich der Sportstätten und der Hotelkapazität für ausländische Gäste.
Trotz dieser Bedenken verabschiedete die Stadtversammlung Tokios am 28. Oktober 1931 einstimmig eine Verordnung, mit der die Unterstützung der Stadt für eine Bewerbung betont werden sollte. Einen Monat zuvor hatte es den so genannten Mukden-Zwischenfall gegeben, der den Auftakt zur Mandschurei-Krise und damit zum militärischen Engagement Japans in China bildete. Diese Vorgänge führten zur internationalen Isolation Japans, das im Folgejahr die Bildung des Marionettenstaats Mandschukuo betrieb. Im März 1933 verließ Japan den Völkerbund, nachdem dieser den Lytton-Report, der die Schaffung Mandschukuos kritisierte, angenommen hatte und eine Demilitarisierung der Mandschurei erreichen wollte. Japan präsentierte sich dabei als Opfer der internationalen Meinung. In dieser Situation bewarb Nagata mit Unterstützung der Stadt die Olympischen Spiele sowohl national als auch international als einen möglichen diplomatischen Kanal. Er sandte Telegramme mit der Bitte um Unterstützung der Kandidatur an die japanischen Konsulate in Schweden, Großbritannien, Frankreich, Deutschland und den Vereinigten Staaten. Mit dieser Positionierung der Bewerbung wandte sich Nagata erneut an die olympische Bewegung in Japan. Kishi betrachtete die Bewerbung nun neutral, ging aber von einer Niederlage aus. Ende 1931, fast ein Jahr nach der Bekanntgabe der Idee, erklärten sich die beiden japanischen IOC-Mitglieder bereit, eine Bewerbung Tokios formal dem IOC zu übermitteln. Sie schlugen vor, die Bewerbung nicht von der Stadt Tokio, sondern vom Außenministerium einreichen zu lassen, um so die diplomatische Bedeutung der Olympischen Spiele 1940 zu betonen.
Innerhalb Japans wurde die Bewerbung mit den ökonomischen Chancen und als Form kultureller Diplomatie, die ein Gegengewicht zur von der Weltöffentlichkeit empfundenen japanischen Aggression darstellen sollte, begründet. Die Finanzierung erst einer Bewerbung und dann der Veranstaltung selbst in einer Zeit innerer und äußerer Krisen wurde damit gerechtfertigt, dass der Sport national von großer Bedeutung sei. Die Teilnahme an und die Austragung von Olympischen Spielen wurde als eine nationale Aufgabe definiert. Die erfolgreiche Teilnahme an den Olympischen Sommerspielen 1932 in Los Angeles war ein wichtiger Beitrag zur Steigerung der Akzeptanz der Bewerbung in der japanischen Bevölkerung, ebenso das Engagement verschiedener Persönlichkeiten, die einen Einbezug unterschiedlicher Positionen in die Diskussion erlaubten. Am 25. Juli 1932 verabschiedete die Tokioter Stadtversammlung im Vorfeld der offiziellen Bewerbung beim IOC eine erneute Verordnung, die ihre Unterstützung für die Olympischen Sommerspiele 1940 unterstrich, während der Bürgermeister beim Außenministerium um Fürsprache bat.

### Internationale Kampagne
Als die japanischen IOC-Mitglieder die Bewerbung auf der IOC-Session 1932 in Los Angeles präsentierten, hatten sich bereits Alexandria, Barcelona, Budapest, Buenos Aires, Dublin, Helsinki, Mailand, Montreal, Rio de Janeiro, Rom und Toronto um die Olympischen Sommerspiele 1940 beworben. Kanō betonte die Verbindung der Spiele in Tokio mit dem 2600. Jubiläum der kaiserlichen Linie und den Beitrag zur olympischen Idee, den diese Verbindung leisten könnte. Kishi erläuterte im Anschluss das Konzept der Tokioter Bewerbung. Die erste internationale Unterstützung erhielt die Tokioter Bewerbung vom schwedischen IOC-Mitglied Sigfrid Edström, mit dem es bereits im Vorfeld Kontakt gegeben hatte. Der IOC-Präsident bewertete die hohe Zahl an Bewerbern aus verschiedenen Regionen als ein Zeichen der Stärke der olympischen Idee.
Am 5. August 1932, noch während der für Japan ausgesprochen erfolgreich verlaufenden Spiele von Los Angeles, beschloss die Tokioter Stadtversammlung, die Bewerbung mit 25.000 Yen (50.000 US-Dollar) zu finanzieren. Nach der Rückkehr aus den Vereinigten Staaten präsentierte Kishi dem Tennō die Bewerbung Tokios und betonte Benito Mussolinis Engagement für Rom als Austragungsort. Zugleich übermittelte er die positive Reaktion des Begründers der modernen Olympischen Spiele, Baron Pierre de Coubertin, auf die Möglichkeit, Olympische Spiele in Asien abzuhalten. Das Interesse des Kaisers und weiterer hoher Regierungsoffizieller zeigte, dass die Bewerbung von einer städtischen Idee zu einer Angelegenheit von nationalem Interesse geworden war, auch wenn sich die Regierung weiterhin nicht aktiv engagierte.
Favorisiert für die Olympischen Sommerspiele war Rom, das 1906 nach dem Ausbruch des Vesuvs die Spiele von 1908 an das IOC zurückgegeben hatte und zudem in Europa und damit in der Nähe der die olympische Bewegung dominierenden Nationen lag. Angesichts dieser Ausgangslage verfolgte das Tokioter Bewerbungskomitee eine aggressive Strategie, die diplomatische Verhandlungen mit Mussolini und der britischen Regierung umfasste. Diese Form der Bewerbungskampagne forderte das IOC heraus, das sich als unabhängig von äußerem politischen Einfluss verstand, und sollte Maßstäbe für zukünftige Kampagnen bis heute setzen. Zu Beginn der Bewerbung konzentrierten sich die Tokioter auf klassische Formen der Kampagne, wie sie vom olympischen Protokoll vorgesehen waren. So nutzte Tokio die jährlichen IOC-Sessionen als Anlässe, sich als würdiger Gastgeber für Olympische Spiele zu präsentieren. Die japanischen IOC-Mitglieder veranstalteten auf der Session in Wien 1933 Präsentationen, hielten ein Bankett ab und warben informell unter den IOC-Mitgliedern für Tokio. Dabei wurde betont, dass Asien als Kontinent mit der größten Bevölkerungszahl Austragungsort Olympischer Spiele werden müsste, wenn diese wirklich universell sein sollten.
Nach der Session von Wien erklärte Mussolini die Bewerbung Roms zu einer Angelegenheit von hoher nationaler Priorität. Dieses Engagement der italienischen Regierung führte dazu, dass Kanō eine größere nationale Verankerung der Tokioter Bewerbung als notwendig erachtete. Für eine erfolgreiche Kampagne müsste die gesamte Nation, nicht bloß die Stadt, die Pläne unterstützen. Um dies zu erreichen, trugen die Stadt und das JAAA gemeinsam die Bewerbung. Das Bewerbungskomitee wurde neu zusammengesetzt und umfasste in der Folge auch Regierungsmitglieder. Das Budget des Komitees für die drei Jahre der Kampagne wurde von der Stadt gestellt und betrug 300.000 Yen. Zudem wandte sich das Bewerbungskomitee an Akteure außerhalb des IOC wie Botschafter und andere Diplomaten. Der belgische Botschafter riet, Japans Position im Osten noch stärker herauszustellen. Auf der Session 1934 in Athen wurde deshalb eine Broschüre verbreitet, die Tokio als Zentrum des Sports im Orient bewarb und vor allem Fotos umfasste, die Japan als Land zeigten, das östliche Tradition mit westlicher Moderne verband. Dieser zwischen West und Ost vermittelnde Diskurs knüpfte an nationalistische Diskurse innerhalb Japans an und dominierte von da an die Bewerbung Tokios. Ebenfalls auf den Rat des belgischen Botschafters hin beschloss die Stadtversammlung Tokios, dass die Anreise zu den Olympischen Spielen für die ausländischen Mannschaften mit einer Million Yen subventioniert werden würde. Der neue Tokioter Bürgermeister Ushizuka Toratarō bemühte sich vergebens um ein Treffen mit dem Premierminister, konnte hingegen mit Außenminister Hirota Kōki sprechen, ohne eine direkte Unterstützung zu erreichen. International wandte sich das Bewerbungskomitee an den IOC-Präsidenten und bat ihn um direktes Engagement für Tokio. Der Mitbewerber Helsinki ging vor allem mit dem IOC-Mitglied Ernst Krogius ähnliche Wege innerhalb der olympischen Gemeinschaft, während die Japaner jede Möglichkeit nutzten, um für sich auch auf politischem Parkett zu werben. Krogius verstand die besondere Signifikanz des Jahres 1940 für die Japaner nicht und befürchtete eine japanische Bewerbung um die Spiele des Jahres 1944 für den Fall, dass Rom die Austragung 1940 schon versprochen bekommen hätte.

### Die aufgeschobene Entscheidung auf der IOC-Session 1935
Im Vorfeld der geplanten Entscheidung über den Austragungsort auf der IOC-Session des Jahres 1935 in Oslo war Rom der Favorit. Die Stadt Tokio beauftragte die beiden IOC-Mitglieder Soeshima und Sugimura Yotaro, Mussolini dazu zu bewegen, die römische Kandidatur zurückzuziehen. Am 8. Februar 1935 kam es zu dem Treffen, bei dem die Japaner den italienischen Premier von ihrer Mission überzeugten. Die Gründe für den Rückzieher Mussolinis sind unklar. Es wird sowohl vermutet, die Verbindung zum Jubiläum der kaiserlichen Linie habe ihn beeindruckt, als auch, dass der Abessinienkrieg nun in dessen Fokus stand. Als Gegenleistung für den Verzicht sicherten die japanischen IOC-Mitglieder ihre Unterstützung für eine römische Kandidatur um die Olympischen Spiele 1944 zu.
In Japan markierte das Ergebnis des Gesprächs mit Mussolini den Auftakt zu weiter intensivierten Bemühungen: Der Bürgermeister Tokios sicherte sich die Unterstützung der Bewerbung durch Premierminister Okada Keisuke, Außenminister Hirota Kōki und beide Kammern des Reichstags. Hirota wies zudem die Botschaften und Konsulate an, unterstützend tätig zu werden. Diese Maßnahmen sollten zum einen den IOC-Mitgliedern vermitteln, dass es sich um ein Unternehmen mit nationaler Unterstützung handelt, zum anderen in Japan selbst die Zustimmung zu Olympischen Spielen stärken. Beim IOC stießen die Vorgänge jedoch auf Kritik, da sie gegen das traditionelle Protokoll des Bewerbungsverfahrens, das ein Werben nur im Rahmen des IOC selbst vorsah, verstießen. Der IOC-Präsident lehnte äußeren politischen Einfluss auf Entscheidungen des IOC ab. Es handelte sich in der Geschichte der olympischen Bewegung um den ersten Versuch, durch politische Vertreter Einfluss auf interne Vorgänge zu nehmen. Zudem protestierten das Comitato Olimpico Nazionale Italiano und das italienische IOC-Mitglied Alberto Bonacossa gegen die politische Einflussnahme und hielten an der Bewerbung Roms fest.
Auf der IOC-Session 1935 in Oslo wirkten sich die zwischenstaatlichen Verhandlungen als eine Gefahr für die Kontrolle des IOCs über die Olympischen Spiele aus und schufen unlösbare Probleme. Über den Status der Bewerbung Roms sollte erst am letzten Tag der Session entschieden werden. Deshalb stellten alle drei Kandidaten – Tokio, Rom und Helsinki – ihre Bewerbungen am Eröffnungstag den IOC-Mitgliedern, von denen viele die Spiele eher nach Europa vergeben wollten, vor. Der Streit zwischen Bonacossa und Sugimura über die Zusicherung Mussolinis ließ sich in der Folge nicht beilegen. Selbst die Anweisung Mussolinis per Telegramm, Rom als Kandidat zurückzuziehen, führte zu keiner Lösung, zumal es im IOC Konsens war, dass der italienische Premierminister keinen Einfluss auf diese Frage habe. Zwar zog Bonacossa letztendlich die römische Kandidatur doch noch zurück, aber IOC-Präsident Baillet-Latour gab bekannt, dass die Entscheidung über den Ausrichter der Olympischen Spiele des Jahres 1940 auf die IOC-Session 1936 in Berlin verschoben wurde. Der IOC-Präsident wandte sich zudem an die Japaner und bat sie, ihre Bemühungen außerhalb der olympischen Institutionen einzustellen. In Finnland wurde die Aufschiebung der Entscheidung als Entwicklung zu Gunsten der Bewerbung Helsinkis interpretiert.
In der Folge versuchte die japanische Seite, den IOC-Präsidenten von Tokio als Austragungsort zu überzeugen. In diesem Kontext wagten die Verantwortlichen erneut einen Schritt, der vorher nicht zum Bewerbungsverfahren gehörte, sich seitdem aber als normales Vorgehen etabliert hat: Baillet-Latour wurde nach Tokio zu einem Besuch eingeladen. Der Präsident des IOC gab dem Bewerbungskomitee Hinweise, wie diese Einladung ausgestaltet werden sollte. So wurden die Kosten übernommen und die Reise als rein privat dargestellt. Trotz des Putsches am 26. Februar 1936 kam Baillet-Latour am 19. März in Yokohama an und verbrachte 20 Tage in Tokio. Während des Aufenthaltes nahm er an verschiedenen Konferenzen teil, besichtigte mögliche Sportstätten und traf auch den Kaiser. Die Reise überzeugte ihn tatsächlich von der Tokioter Kandidatur und er unterstützte sie in der Folge öffentlich. Diese Unterstützung knüpfte er an Bedingungen: So sollte Tokio die Reisekostenunterstützung für ausländische Athleten auf eine Million Yen anheben, einen vom IOC bestellten technischen Berater anstellen und ebenso ausreichend Übersetzer. Zudem sollten die Kosten für die teilnehmenden Nationen begrenzt und der Zeitraum der Spiele auf die letzte August- und erste Septemberwoche festgelegt werden. Die Reise wurde sowohl in Japan als auch international von der Presse begleitet. In Finnland stieß der Besuch auf deutliche Kritik. Zwar besuchte Baillet-Latour für fünf Tage auch Helsinki und sah sich unter anderem den Stadionneubau an. Dennoch unterstützte er letztendlich Tokio.

### Die Londoner Kandidatur
Der sich abzeichnende Erfolg der Tokioter Kandidatur motivierte britische Olympia-Offizielle noch 1935 zur Bewerbung für die Olympischen Spiele des Jahres 1940. Der Lord Mayor of London, Percy Vincent, informierte die britische Regierung über die Bewerbungsabsicht. Nach positiver Rückmeldung setzte er den IOC-Präsidenten über die Bewerbung Londons in Kenntnis, zugleich informierte die British Olympic Association (BOA) die IOC-Delegierten. Diese Entwicklung löste weitere politische Aktivitäten der japanischen Offiziellen aus. Der Bürgermeister Tokios wandte sich am 30. Juni 1935 an den Lord Mayor, um ihn zum Rückzug der Kandidatur Londons zu bewegen, erhielt jedoch eine abschlägige Antwort. Daneben suchte er auch den britischen Botschafter in Japan, Robert Henry Clive, auf und bat ihn um britische Unterstützung für die Tokioter Bewerbung. Japans IOC-Mitglied Soeshima kontaktierte zudem im Juli 1935 Premierminister Okada Keisuke und mit der Bitte, seinen Einfluss für Tokio geltend zu machen. Die Reaktionen auf diese Bemühungen waren jedoch verhalten, da von britischer Seite eine politische Einflussnahme auf olympische Belange abgelehnt wurde.
Während der Londoner Bürgermeister die Kandidatur weiter verfolgte und die Eignung der Stadt herausstellte, wandelte sich im Sommer 1936 die politische Stimmung. Das britische Kabinett und das Foreign and Commonwealth Office nahmen nach einem Kabinettbeschluss vom 9. Juli 1936 Einfluss auf die BOA und die Stadt, damit die Bewerbung der britischen Hauptstadt zurückgezogen werde. Am 14. Juli informierte Robert Vansittart das BOA, das sich eine Woche später dem Druck der Regierung beugte und zurückzog. Bereits zuvor hatte das britische IOC-Mitglied Clarence Bruce, 3. Baron Aberdare, seine Unterstützung gegenüber Tokio bekundet und auch der IOC-Präsident hatte sich in einem Brief an die IOC-Mitglieder eindeutig zugunsten Tokios positioniert. Vom Rückzug der Kandidatur erhoffte sich die britische Regierung bessere Beziehungen zu Japan. Zudem wurde unter dem Eindruck der Olympischen Sommerspiele 1936 in Berlin, bei denen sich die Nationalsozialisten der internationalen Öffentlichkeit als friedlich und weltoffen präsentiert hatten, eine ähnliche liberalisierende Wirkung auf Japan erhofft. Zwar fällte die Regierung ihre Entscheidung bereits vor dem Beginn der 1936er Spiele; die dortigen Erfahrungen hatten jedoch weiteren Einfluss auf das britische Handeln, da sie die Meinung bestärkten, diplomatischer Druck auf Sportveranstaltungen könne das Handeln eines Landes beeinflussen und mäßigen.

### Die Vergabe auf der IOC-Session 1936

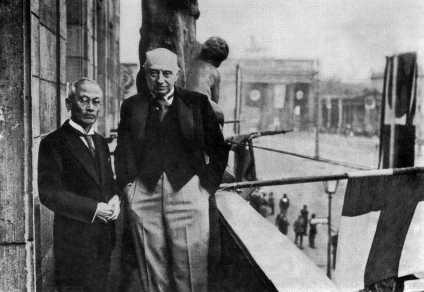
IOC-Mitglied Soeshima und IOC-Präsident Baillet-Latour auf einem Balkon des Hotel Adlon nach der Entscheidung für Tokio als Veranstalter der Olympischen Sommerspiele 1940 auf der IOC-Session in Berlin am 1. August 1936.

Mit einem Jahr Verspätung wurden die Olympischen Spiele 1940 auf der IOC-Session 1936 in Berlin vergeben. Am 29. Juli wurde diese Session mit einer Erklärung über die Gründe der Verzögerung sowie des Rückzugs von Rom und der Kandidatur Londons durch den IOC-Präsidenten eröffnet. Als Baron Aberdare die Londoner Bewerbung präsentieren sollte, verkündete er den Verzicht auf die Spiele von 1940 und stattdessen die Bewerbung um die Olympischen Sommerspiele 1944. In der Folge präsentierten die japanischen IOC-Mitglieder nochmals die Bewerbung Tokios, ebenso wie Ernst Krogius die von Helsinki. Der IOC-Präsident äußerte seine Überzeugung, dass Helsinki in der Lage sei, Olympische Spiele auszurichten, während er Tokio empfahl. Die Wahl fiel am 1. August 1936 mit 36 zu 27 Stimmen auf Tokio. Die Stimmen stammten von den IOC-Mitgliedern aus Ägypten, Belgien, China, Deutschland, Frankreich, Großbritannien, Indien, Iran, Italien, Kanada, Neuseeland, Südafrika, der Tschechoslowakei, Ungarn und den Vereinigten Staaten. Bei vielen fiel diese Zustimmung mit der Position ihrer jeweiligen Regierung zusammen und stand im Kontext des Wunsches, die olympische Bewegung als wirklich universell zu positionieren. Die Entscheidung wurde per Telegramm nach Tokio gesandt, wo es unmittelbar zu erfreuten Reaktionen kam. Die Stadt hielt ein dreitägiges Freudenfest ab und auch die Presseberichterstattung fiel positiv aus.
Die Entscheidung des IOC für Tokio hatte auch eine interne ideologische Bedeutung. Die Olympischen Spiele der Neuzeit wurden als Ausdruck der Modernisierung verstanden. Sie sollten – mit dem institutionellen Überbau durch das IOC – Gerechtigkeit, Verständigung und Frieden fördern. Besonders nach dem Ersten Weltkrieg sollten sie internationales Wohlwollen stärken und ein Friedenssymbol werden. Die Vertreter der olympischen Bewegung wirkten nicht bloß in ihre Herkunftsländer hinein, um die olympischen Werte und den Gedanken des Olympismus zu verbreiten, sondern wollten auch international weitere Nationen für die Olympischen Spiele gewinnen. Aus dieser Überlegung zog unter anderem Pierre de Coubertin den Schluss, dass die Olympischen Spiele erst mit der Austragung außerhalb des euro-amerikanischen Raumes wirklich internationale Wirkung entfalten können.
Dieser internationale Anspruch und die propagierte politische Neutralität des IOC führten in den 1930er-Jahren zu einer Phase konstanter Unruhe innerhalb der olympischen Bewegung. Die propagandistische Nutzung der Olympischen Spiele 1936 durch die nationalsozialistische Diktatur im Deutschen Reich führte zu einigen Protesten. Dennoch wählte eine deutliche Mehrheit die japanische Hauptstadt als Austragungsort der nächsten Spiele. Diese standen jedoch von Beginn an im Kontext des imperialistischen Projekts Japans in Asien. Die Betrauung mit der Austragung bestätigte die japanische Ideologie, die einzige asiatische Nation zu sein, die den westlichen Mächten auf Augenhöhe begegnen kann. Zudem rückte das Mitte der 1930er-Jahre international zunehmend isolierte Land nach der Entscheidung des IOC wieder ins Rampenlicht der Weltöffentlichkeit. Japanische Offizielle betrachteten die Olympischen Spiele als eine Möglichkeit, nach dem Austritt aus dem Völkerbund 1932 wieder in diplomatischen Kontakt mit der Welt zu treten. Noch im März 1938 zeigte das IOC die Unterstützung für Tokio als Austragungsort der 1940er-Spiele mit der Vergabe der Winterspiele für dasselbe Jahr nach Sapporo.

## Vorbereitung
War es in der Bewerbungsphase schwierig gewesen, die nationale Unterstützung der Kampagne zu organisieren, mangelte es an ihr nach dem Erfolg auf der Berliner IOC-Session nicht. Selbst die Intensivierung des Konflikts mit China 1936 und der Ausbruch des Zweiten Japanisch-Chinesischen Krieges ließ die Unterstützung der Olympischen Spiele anfangs nicht entscheidend nachlassen, führte jedoch zu verstärkten Konflikten über den Charakter der Olympischen Sommerspiele 1940. Das IOC sorgte sich deshalb zunehmend und wirkte auf japanische Offizielle ein, die Olympischen Spiele nicht mit der nationalen Politik zu verbinden. Es erinnerte daran, dass die Spiele der Stadt Tokio und nicht dem Land Japan anvertraut worden seien. Die ideologischen Konflikte wie auch die zahlreichen Kabinettsumbildungen hemmten die Organisation der Olympischen Spiele des Jahres 1940. Von japanischer Seite wurden die Olympischen Spiele dabei immer wieder argumentativ als verbindendes Element zwischen Orient und Okzident präsentiert, womit ein Topos etabliert wurde, auf den sich spätere Organisatoren Olympischer Spiele in Asien bezogen.
Die Olympischen Spiele des Jahres 1940 wurden von Seiten der japanischen Organisatoren als ein Mittel zur Artikulation japanischer Werte vor der eigenen Bevölkerung und der Weltöffentlichkeit definiert. Sie setzten diese Spiele in Beziehung zur spirituellen Essenz Japans (nihon seishin), dem Verhaltenskodex des Bushidō und dem nationalen Gemeinwesen (kokutai). Die internationale Bedeutung der Olympischen Spiele sollte somit eng mit nationalistischen Konzepten verknüpft werden. Die unterschiedlichen ideologischen Positionen zeigten sich besonders in drei Konflikten: Erstens war die Nutzung des Stadions im Außenbezirk des Meiji-Schreins als Olympiastadion umstritten, was der intensivste Streit im Laufe der Vorbereitung war. Zweitens gab es Diskussionen um die mögliche Route des Fackellaufs und dessen generelle Durchführung. Und drittens gab es den Konflikt um die Eröffnung der Spiele durch den Tennō, bei der dessen Stimme entgegen dem Protokoll mit einem Mikrofon übertragen worden wäre.

### Das Organisationskomitee
Nach der erfolgreichen Bewerbung versuchte die „Japanese Amateur Athletic Association“ (JAAA) ein Organisationskomitee (OK) zu gründen, band dabei jedoch die Stadt Tokio nicht ein. Trotz des späteren Angebots, auch Vertreter der Stadt einzubeziehen, setzte sich der Konflikt fort. Deshalb unternahm auch die Stadtverwaltung Schritte hin zur Einsetzung eines Organisationskomitees. Im Laufe der Streitigkeiten wurden die Versuche der JAAA, Kontrolle über die Organisation der Spiele von 1940 zu erlangen, durch negative Presse und interne strukturelle Probleme zunehmend unterminiert. Das IOC vertrat hingegen die Position, dass die JAAA als NOK Japans die führende Rolle in der Organisation der Olympischen Spiele zu übernehmen habe. Nachdem das IOC-Mitglied Kanō Jigorō am 12. November 1936 wieder in Japan eingetroffen war, nahm dieser sich der Problematik an. Er wollte sowohl eine Monopolisierung der Organisation unter der JAAA als auch unter der Stadt Tokio verhindern und brachte stattdessen ein Organisationskomitee auf nationaler Ebene mit enger Anbindung an die Regierung ins Gespräch. Soeshima, das zweite japanische IOC-Mitglied, wandte sich gegen diese nationale Monopolisierung der Olympischen Spiele durch den japanischen Staat. Er traf sich im November 1936 mit Bildungsminister Hirao Hachisaburō, der weiterhin auf die Einladung von Regierungsoffiziellen bestand. Seine Beteiligung des Heeresministeriums an den Vorbereitungen eines Organisationskomitees wurde von der Öffentlichkeit als Sicherung der notwendigen Unterstützung des Heeres gewertet. Das vorbereitende Treffen fand am 7. Dezember 1936 statt.
Am 24. Dezember 1936 fand dann das erste Treffen des Organisationskomitees statt. Es residierte im Mantetsu Building. Der Präsident des OK war Prinz Tokugawa Iyesato, der zuvor auch schon das Bewerbungskomitee geleitet hatte. In der relativ kurzen Zeit bis zur letzten Sitzung vor der Rückgabe des Austragungsrechts ans IOC am 16. Juli 1938 wurde das OK häufig umgebildet, was vor allem auf die instabile politische Situation zurückzuführen war. Das Organisationskomitee in der sich Anfang 1938 konstituierenden Besetzung bestand aus 26 Mitgliedern. Neben dem Präsidenten gab es zwei Vizepräsidenten: den Bürgermeister von Tokio, Kobashi Ichita, und den Präsidenten der JAAA Shimomura Hiroshi, Mitglied des Herrenhauses. Daneben waren unter anderem die drei japanischen Mitglieder des IOC, der Präsident der JAAA, die Vizeminister für Auswärtige Angelegenheiten, Inneres, Finanzen, Heer, Marine, Bildung, Kommunikation, Eisenbahn und Wohlfahrt vertreten. Nachdem Ende 1937 beschlossen worden war, auch die Organisation der Olympischen Winterspiele 1940 von Sapporo dem Tokioter OK anzugliedern, gehörten diesem OK zudem der Gouverneur von Hokkaidō und drei Mitglieder des Exekutivkomitees der Spiele von Sapporo an. Das OK unterteilte sich in ein allgemeines Komitee und die Unterkomitees für Finanzen, Bauarbeiten, Sport und Öffentlichkeitsarbeit.
Bis März 1937 konnte das OK keine Entscheidungen für die Durchführung der Olympischen Spiele treffen. Deshalb kam es auf der IOC-Session in Warschau zwischen dem 7. und 12. Juni 1937 zu erheblicher Kritik seitens des IOC. Baillet-Latour gab Kanō zu verstehen, dass das IOC die Spiele Tokio auch wieder entziehen könnte, wenn die Konflikte innerhalb der Organisation nicht gelöst würden. Trotz der bis dahin geringen Fortschritte des OK erhielt Tokio weiterhin die Unterstützung des IOC. Soeshima erfüllte zudem eine der Bedingungen Baillet-Latours für dessen Unterstützung der Bewerbung, indem er in Warschau Werner Klingeberg als technischen Berater anstellte. Dieser war zuvor an der Organisation der Olympischen Sommerspiele von Berlin beteiligt gewesen.

### Die Debatte um den Ort des Stadions

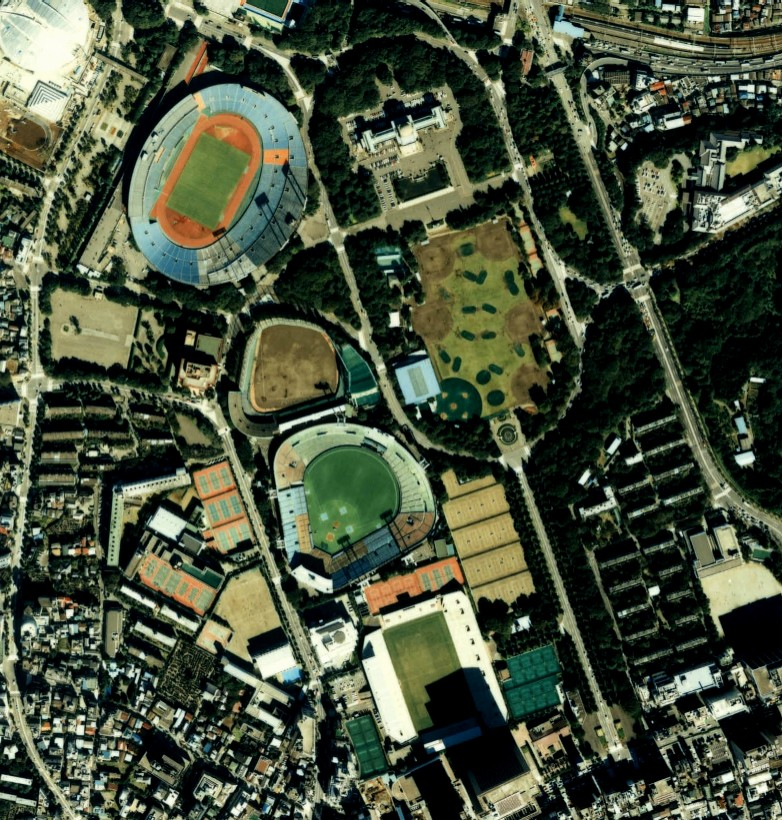
Luftaufnahme des äußeren Bezirks des Meiji-Schreins mit Sportstätten, 2005. Oben links befindet sich das Olympiastadion Tokio, das für die Olympischen Sommerspiele 1964 genutzt wurde. Es wurde auf der Fläche errichtet, auf der sich das Stadion befunden hatte, das für die Olympischen Sommerspiele 1940 erweitert werden sollte.

Zu Beginn der Bewerbung um die Olympischen Sommerspiele 1940 plante die Stadt Tokio, den zentralen Stadionkomplex auf dem neu gewonnenen Land von Tsukishima oder Shibaura zu errichten. Mit dieser Nutzung hätten die Grundstückspreise in diesen Gebieten gesteigert werden sollen. Die Stadt vertrat im Verlauf der Kampagne verstärkt den Tsukishima-Vorschlag. Bürgermeister Ushizuka Toratarō war ein großer Anhänger dieser Idee, da er dort auch ein neues Rathaus errichten wollte. Der Plan sah ein rechteckiges Areal vor, in dem die verschiedenen Sportstätten angeordnet werden sollten.
Diese Pläne wurden nach der Beteiligung von Persönlichkeiten aus dem japanischen Sport und der olympischen Bewegung jedoch nicht weiter verfolgt. Stattdessen rückten der Komazawa-Golfplatz im 1932 eingemeindeten Vorort Komazawa und der Außenbezirk des Meiji-Schreins ins Zentrum der Überlegungen. Letzterer wurde aufgrund der mit ihm verknüpften symbolischen Bedeutung favorisiert und in der Bewerbung als Standort des Olympiastadions präsentiert: Der mit dem Meiji-Tennō verknüpfte Ort sollte der Begegnung des Westens mit der östlichen Zivilisation dienen. Insbesondere das IOC-Mitglied Soeshima Michimasa bewarb diesen Plan aggressiv. Das Stadion im äußeren Bezirk des Meiji-Schreins wurde in den Bewerbungsunterlagen als Olympiastadion ausgewiesen und zudem 1936 dem IOC-Präsidenten bei dessen Besuch in Tokio – es handelte sich um eine von den Japanern beförderte neue Form der Kampagne für Olympische Spiele – gezeigt. Die Örtlichkeit beeindruckte Baillet-Latour und er führte später aus, dass dieser Besuch am Meiji-Schrein seine Entscheidung, die Tokioter Kandidatur zu unterstützen, erheblich beeinflusst hatte.
Die Entscheidung, das Olympiastadion im Außenbezirk des Meiji-Schreins anzusiedeln, führte zu Spannungen zwischen der Verwaltung Tokios, dem Organisationskomitee, dem Innenministerium und dem Schrein-Büro. Auch innerhalb dieser Institutionen fanden sich auch verschiedene Vorstellungen zu dieser Frage. Vor allem führende Mitglieder des OK befürworteten diesen Plan, da der äußere Bezirk des Schreins aufgrund seiner Bedeutung eine dem Anlass angemessene Umgebung bieten würde. Die Stadt Tokio kritisierte, dass der äußere Bezirk des Meiji-Schreins nicht ausreichend Platz böte für ein modernes Stadion, wenn es die Anforderungen Olympischer Spiele erfüllen würde. Dabei stützte sie sich vor allem auf die Expertise von Kishida Hidenobu, der an der Kaiserlichen Universität Tokio Architektur lehrte und zu den Olympischen Sommerspielen 1936 nach Berlin gereist war, um die dortigen Sportstätten zu begutachten. Kishida vertrat die Ansicht, der äußere Bezirk des Meiji-Schreins könne den in Berlin gesetzten Maßstäben nicht gerecht werden, weshalb ein gänzlich neuer Olympiakomplex errichtet werden sollte. Die Stadt war zudem verärgert über die Abstimmung über das Stadion im Meiji-Schrein. Bürgermeister Ushizuka war nicht eingeladen worden und kam zu spät, sodass die Entscheidung ohne Einwände gefällt wurde. Seine Bitte, die Frage weiter zu erörtern, berücksichtigte Prinz Tokugawa nicht. Ushizuka erhielt dabei Unterstützung vom zweiten japanischen IOC-Mitglied Kanō Jigorō, der die Örtlichkeit ebenfalls für nicht ausreichend untersucht hielt. Das Schrein-Büro, das alle Schreine beaufsichtigte, und das Innenministerium wandten sich ebenfalls gegen den Plan, den Meiji-Schrein als Stätte für die Olympischen Spiele zu nutzen. Sie befürchteten, die landschaftliche Schönheit, die einen essentiellen Bestandteil des Schreins darstellt, würde durch die für eine so große Veranstaltung erforderlichen Baumaßnahmen zerstört werden. Zudem befürchteten sie, die Anwesenheit westlicher Besucher könnte die Feierlichkeiten zum 2600. Jubiläum der Begründung der imperialen Linie und die Erinnerung an den Meiji-Tennō im Schrein stören. Anlässlich der Feierlichkeiten im Jahr 1940 plante das Innenministerium zudem selbst, den äußeren Bezirk des Meiji-Schreins zu erweitern.
Aufgrund der verhärteten Fronten zwischen der JAAA und der Stadt Tokio setzte das Organisationskomitee eine Kommission ein, um die Frage des besten Standorts für das Olympiastadion zu klären. Neun Örtlichkeiten standen zur Diskussion: Yoyogi, Shibaura, der Komazawa-Golfplatz, Sagimiya, Kamitakaitō, Kinuta, Suginami, Iogi und der Meiji-Schrein. Die Kommission kam schnell zu einem Ergebnis, aber der Streit über den Standort setzte sich im OK noch längere Zeit fort. Der erste Vorschlag war Yoyogi, gefolgt vom Meiji-Schrein und dem Komazawa-Golfplatz. Die endgültige Entscheidung wurde aufgrund der Unstimmigkeiten vier Mal bis in den März 1937 verschoben. Die Stadt Tokio, aber auch das Militär waren mit Yoyogi und dem Schrein nicht einverstanden. Diese Verzögerung sorgte beim IOC für Besorgnis und führte zur Intervention des IOC-Präsidenten.
Trotz der zahlreichen Gegenstimmen befürwortete die Mehrheit des OK den ursprünglichen Plan: Das existierende Stadion im äußeren Bezirk des Meiji-Schreins sollte auf eine Kapazität von 100.000 Zuschauern vergrößert werden, was Kosten von rund 2,5 Millionen Yen zur Folge gehabt hätte. Soeshima, der angab, die Unterstützung hoher Offizieller wie etwa des Premierministers Hayashi Senjūrō, des Finanzministers Yūki Toyotarō und eines der beiden Militärminister sowie von 23 OOC-Mitgliedern zu haben, konnte seinen Plan somit durchsetzen. Sieben Monate nach der Vergabe der Spiele an Tokio schien somit der Ort des wichtigsten Stadions festgelegt zu sein. Die Position des Innenministeriums wurde dabei etwa dadurch unterminiert, dass Kodama Kōichi, der Vorsitzende des Schrein-Büros, die Erweiterung des Außenbezirks des Meiji-Schreins von der Frage der Austragung olympischer Wettbewerbe dort als getrennte Fragestellungen darstellte. Hiranuma Ryōzō, Vizepräsident der JAAA und Mitglied sowohl des OK und als auch des Herrenhauses, griff diese Argumentation auf, als er gegenüber der Presse verlauten ließ, dass das Innenministerium die Erweiterung der Anlage und des Stadions ohnehin plane und dies nicht die landschaftliche Schönheit gefährde. Diese Sichtweise setzte sich durch und so verabschiedete das Abgeordnetenhaus am 30. März 1937 ein Gesetz zur Erweiterung des Außenbezirks des Meiji-Schreins, das auch den Aus- und Umbau des Stadions umfasste.
Selbst dieser Parlamentsbeschluss konnte den Konflikt nicht beilegen. Kurz vor der IOC-Session in Warschau im Juni 1937 gab das Schrein-Büro bekannt, die Erweiterung des Stadions nun abzulehnen, da die Schönheit des Meiji-Schreins gefährdet sei. Das OK nahm diese Position zwar zur Kenntnis, vertrat aber den Meiji-Plan weiterhin gegenüber dem IOC. In den Medien wurde zu dieser Zeit aber bereits über die Wahl eines alternativen Ortes für das Stadion spekuliert. Währenddessen betonte Soeshima, der sich bereits in Europa aufhielt, dass die Erweiterung des Außenbezirks des Meiji-Schreins und des dortigen Stadions wichtig sei, um das internationale Ansehen Japans zu wahren. Da der IOC-Präsident aufgrund der andauernden Probleme gegenüber den Tokioter Organisatoren andeutete, die Spiele könnten auch wieder entzogen werden, kam es zu hektischer Betriebsamkeit im OK. Prinz Tokugawa nutzte seine persönlichen Beziehungen, um den Meiji-Schrein-Park als Stätte des Olympiastadions zu bewerben. In persönlichen Verhandlungen mit Verbindungsleuten im Schrein-Büro reduzierte er die angestrebte Kapazität für das Stadion von 120.000 auf 75.000, um die Landschaft nicht zu zerstören. Dieser Vorschlag geriet jedoch innerhalb der japanischen Sportwelt in die Kritik, da so der Anspruch der Olympischen Spiele gesenkt worden wäre. Auch die Stadt Tokio wandte sich gegen diesen Kompromissvorschlag, da sie als Hauptfinanzier ein großes, repräsentatives Stadion wollte. Der Innenminister wurde jedoch von Prinz Tokugawa überzeugt, weshalb diese Frage als gelöst erschien.

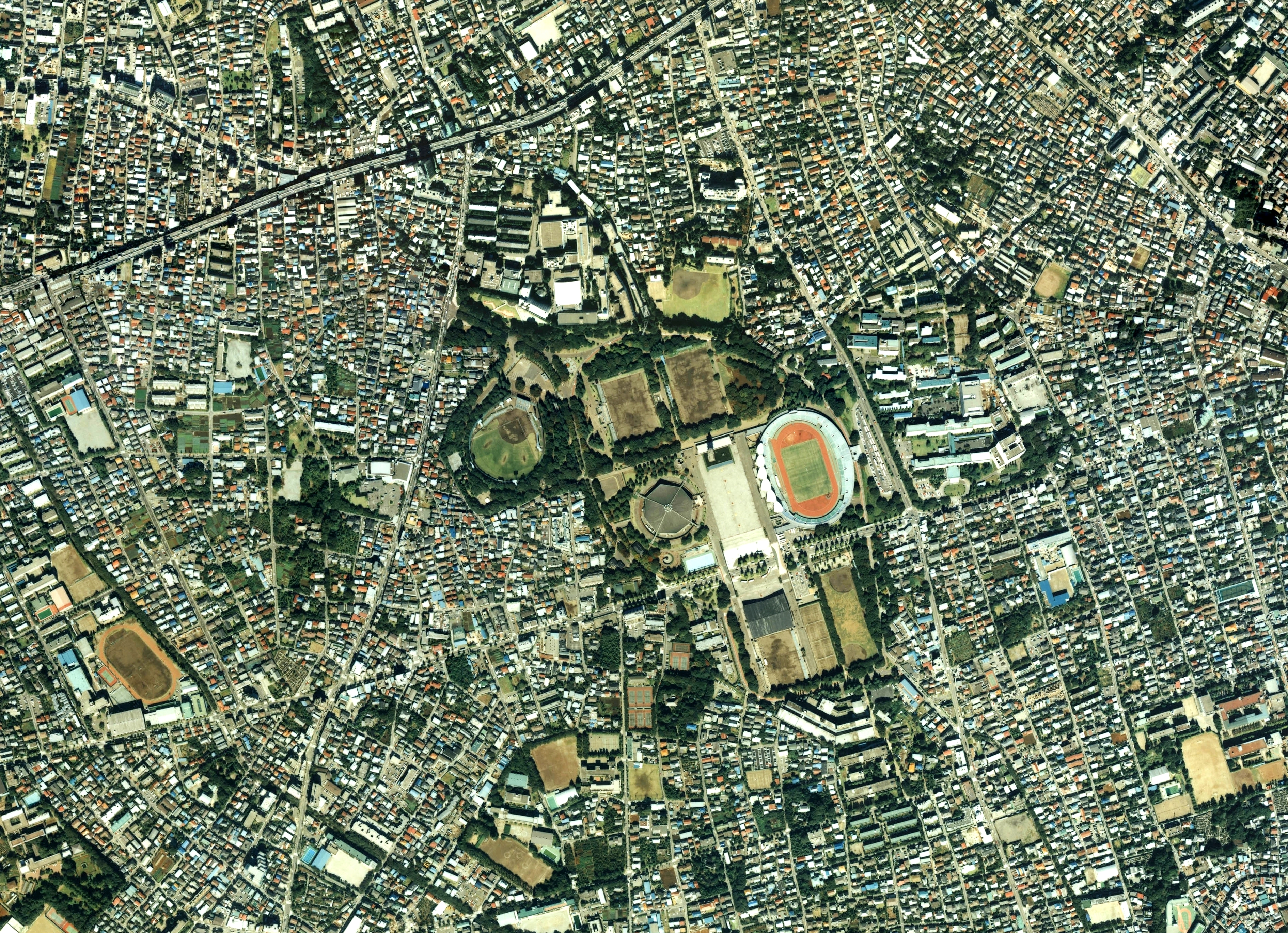
Luftaufnahme des Olympiapark Komazawa mit den Sportstätten der Olympischen Sommerspiele 1964, 1989. Bei der Errichtung der Sportstätten bezogen sich die Organisatoren der 1964er-Spiele auf die Pläne für 1940.

Das Schrein-Büro erhielt seine Ablehnung jedoch aufrecht, weshalb Ende 1937 über Alternativen nachgedacht wurde. Auch Soeshima sprach sich für eine Alternative aus, als sich der Kompromiss im OK nicht mehr halten ließ. Anfang 1938 zeichnete sich endgültig ab, dass keine Einigung mit dem Schrein-Büro erzielt werden würde. Hinzu kamen die zunehmenden Limitierungen des Ressourceneinsatzes infolge des in China geführten Krieges, weshalb die staatliche Finanzierung der Olympischen Spiele und auch des Olympiastadions insgesamt zunehmend fraglich wurde. Deshalb fiel erst Anfang April 1938 die endgültige Entscheidung über den Standort des Olympiastadions. Die Stadt Tokio entschied sich, den Olympiakomplex in Komazawa zu errichten und die Pläne im äußeren Bezirk des Meiji-Schreins nicht weiterzuverfolgen. Das OK stimmte diesen Plänen zu. Im offiziellen englischen Bericht gab das OK an, die Entscheidung sei gefallen, weil die Steigerung der Zuschauerkapazität von 50.000 auf 100.000 beim Stadion im Meiji-Schrein nicht möglich gewesen sei. Der japanische Bericht gab hingegen an, dass kein Konsens mit dem Innenministerium hergestellt werden konnte. Die Olympic News gaben zudem an, dass der neue Komplex erbaut werden sollte, um bleibende Erinnerung an die Spiele in der Stadt zu hinterlassen. Am 1. Mai 1938 gab Soeshima den Plan dem IOC-Präsidenten offiziell bekannt. Am 23. Mai bestätigte die Stadt Tokio den Plan und beschloss das Budget für das Komazawa-Stadion, womit das sportliche Zentrums Tokio in den Südwesten der Stadt verlagert wurde.

### Die Planungen zum Fackellauf

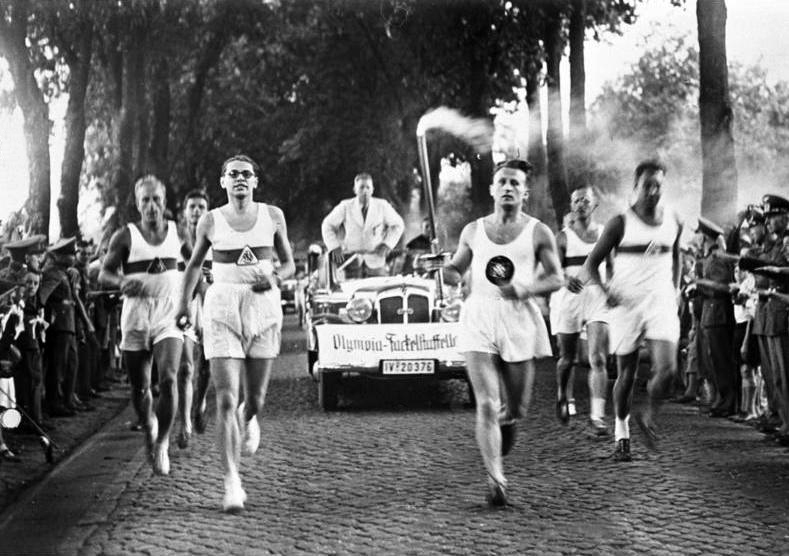
Olympische Fackelläufer, 1936.

Für die Olympischen Sommerspiele 1936 wurde mit dem Fackellauf ein neues Ritual eingeführt. Für Carl Diem, der die treibende Kraft hinter dieser Einführung war, und das Berliner Organisationskomitee symbolisierte es neben der Verbindung des antiken Griechenlands zum Deutschen Reich die Kontinuität zwischen den Olympischen Spielen der Antike und denen der Neuzeit. Diem engagierte sich persönlich für die Etablierung des Fackellaufs für die folgenden Spiele. Die Symbolik des Feuers war dabei nicht gänzlich neu, sondern bereits seit den Olympischen Sommerspielen 1928 in Amsterdam, wo ein olympisches Feuer entzündet worden war, etabliert.
Carl Diem engagierte sich nicht nur für die Etablierung eines Fackellaufes, sondern entwarf auch Pläne für einen solchen Lauf bei den Olympischen Spielen 1940. Er schlug vor, das olympische Feuer von der Entzündung in Olympia über die Seidenstraße nach Tokio zu transportieren. Diesen Plan stellte er während der Olympischen Spiele 1936 einigen Japanern und kurz darauf dem IOC-Präsidenten vor. Letzterer schlug vor, Diem in die Planungen einzubeziehen. Diem korrespondierte unter anderem mit dem Schweden Sven Hedin über seine Idee für den Fackellauf. Er veranschlagte 30 Tage für die 10.000 Kilometer, die das Feuer zurückzulegen hatte. 3000 sollten zu Fuß, 7000 reitend zurückgelegt werden. Die Route, die sich Diem vorstellte, sollte von Olympia über Athen, Saloniki, Edirne, Istanbul, Ankara, Erzurum, Täbris, Teheran, Maschhad, Herat, Kabul, Peschawar, Delhi, Benares, Kalkutta, Mandalay, Hanoi, Guangzhou, Hankou, Tianjin, Shenyang, Seoul, Busan, dann über den Seeweg nach Okayama und von dort aus über Kōbe und Nagoya nach Tokio führen. Das Organisationskomitee reagierte jedoch nicht auf diese Bestrebungen, was Diem stark kritisierte, obwohl er anerkannte, dass der Krieg in China das Projekt behindern könnte. Er verfolgte seinen Plan abseits der japanischen Organisatoren weiter und wollte den Fackellauf über Druck aus der olympischen Bewegung in die Vorbereitungen der Olympischen Spiele integrieren. Zu diesem Zweck wurde der Plan auf der IOC-Session in Kairo im März 1938 diskutiert. Zudem wollten Hedin und Diem ihre Planungen veröffentlichen, was aber erst Jahre später in der Olympic Review erfolgte.
Obwohl das Organisationskomitee Diems Plan keine Beachtung schenkte, gab es eigene Überlegungen für einen Fackellauf. Im Oktober 1936 publizierte die Zeitung Asahi Shimbun Soeshimas Plan: Der Fackellauf sollte in Athen beginnen und dann über Aden, Mumbai, Singapur, die Philippinen, Shanghai, Takachiho und Ise führen und schließlich im Meiji-Schrein in Tokio enden. Sowohl in Takachiho als auch in Ise, wo sich mit dem Ise-Schrein das wichtigste Heiligtum des Shintō befindet, sollte das olympische Feuer wichtige japanische Kultstätten besuchen und so der Fackellauf mit nationalen Ritualen verbunden werden. Das Organisationskomitee war somit durchaus bereit, das neue olympische Ritual zu übernehmen. Dabei war der nationale Teil des Fackellaufs der bedeutendere: Takachiho wurde als der Herkunftsort des ersten Tennō Jimmu identifiziert, der Fackellauf von diesem Ort aus hätte somit einen direkten Bezug auf das zu begehende imperiale Jubiläum gehabt. Die Frage, ob der Fackellauf ein eher nationales oder internationales Ritual sein sollte, blieb dabei ein Streitpunkt. Die öffentliche Meinung bevorzugte ersteres, während es auch nationalistische Stimmen gab, die den Lauf mit einem ausländischen Feuer generell ablehnten. Trotz dieser Konflikte gab das Organisationskomitee auf der IOC-Session in Kairo an, dass ein Fackellauf geplant sei, für den mehrere Routen infrage kämen. Diese sollten weiter untersucht werden. Es gab aber auch bis zuletzt einzelne Stimmen, die sich für die Lösung Diems aussprachen. So versuchte der Generalsekretär des OK, Nagai, am 10. Juni 1938 dessen Plan vor dem OK zu bewerben. Letztendlich kam es aber zu keiner Lösung des Streits und nicht zu verbindlichen Planungen eines Fackellaufs, bis das Austragungsrecht der 1940er-Spiele vom OK an das IOC zurückgegeben wurde.

### Die Stimme des Tennō

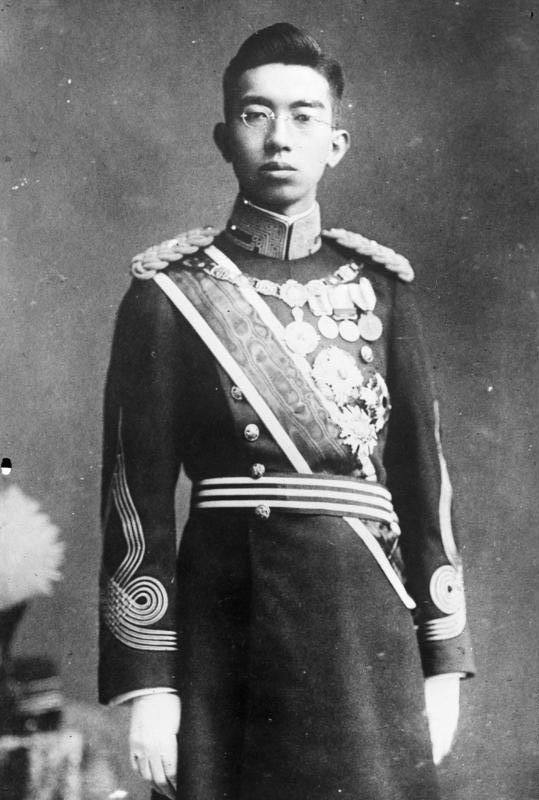
Tennō Hirohito, 1932.

Zur Sicherstellung des besonderen Charakters der Olympischen Spiele, der sie von anderen Sportveranstaltungen unterschied, gehörte es zum Protokoll, dass der IOC-Präsident das jeweilige Staatsoberhaupt einlud, die Spiele zu eröffnen. 1930 wurde zudem die Eröffnungsformel festgelegt. Für die japanischen Organisatoren bedeutete dies ein weiteres Konfliktfeld, da die Rolle des Tennō in diesem Zusammenhang zur Verhandlung stand. Besonders der Parlamentsabgeordnete Kōno Ichirō kritisierte die Olympischen Spiele aus diesem Grund. Der Tennō war eine religiös aufgeladene Persönlichkeit. Sein Auftreten bei einer solchen Massenveranstaltung wie der Eröffnungszeremonie und insbesondere die technische Übertragung seiner Stimme wäre für die Kritiker einem blasphemischen Akt gleichgekommen. Damals war es üblich, dass die japanische Rundfunkgesellschaft NHK Maßnahmen traf, um eine Übertragung von Reden des Kaisers zu verhindern. Erst zur Erklärung der Kapitulation Japans war die Stimme von Tennō Hirohito in der Radioansprache Gyokuon-hōsō technisch übertragen zu hören. Bis zur Rückgabe des Austragungsrechts wurde für dieses protokollarische Problem keine Lösung gefunden.

## Geplante Wettkämpfe
Das Organisationskomitee schlug auf der IOC-Session in Warschau 1937 22 Sportarten für das Programm vor. Diese waren die 14 traditionellen olympischen Sportarten, vier ausgewählte Sportarten, die in Japan besonders populär waren (Wasserball, Fußball, Hockey und Basketball), die beiden in Berlin neu ins Programm aufgenommenen Sportarten Kanurennsport und Handball sowie die Demonstrationssportarten Budō und Baseball. Hinzu kamen die Kunstwettbewerbe. Als Zeitraum der Olympischen Spiele wurde die erste Oktoberhälfte vorgeschlagen. Das IOC beschloss, den Termin der Spiele auf die letzte September- und erste Oktoberwoche zu legen. Das vorgeschlagene sportliche Programm wurde akzeptiert, die Sportarten Handball und Kanurennsport aber mit der Bedingungen versehen, dass die internationalen Verbände innerhalb von sechs Monaten mindestens fünf Teilnehmernationen zu garantieren haben. Diese beiden Sportarten wurden dann auf der IOC-Session in Kairo 1938 definitiv in das Programm aufgenommen.
Abgesandte des Organisationskomitees, unter ihnen auch Werner Klingeberg, nahmen 1938 an Treffen der International Amateur Athletic Federation, FIFA, Fédération Internationale de Gymnastique, FILA, Fédération Équestre Internationale und Fédération Internationale de Boxe Amateur teil. Zur Zusammenarbeit mit weiteren Verbänden kam es aufgrund der Rückgabe des Austragungsrechts ans IOC nicht mehr. Der im offiziellen Bericht veröffentlichte geplante Wettkampfkalender wies letztendlich 18 Sportarten aus.
| Legende: | E | Geplante Eröffnung | V | Geplante Veranstaltung | S | Geplante Schlussfeier |

| Eröffnung          | E         |           |           |           |           |           |           |           |           |           |         |         |         |         |         |         |
| Basketball         |           |           |           |           | V         | V         | V         | V         | V         | V         | V       | V       | V       | V       | V       |         |
| Boxen              |           |           |           |           |           |           |           |           |           |           | V       | V       | V       | V       | V       |         |
| Fechten            |           | V         | V         | V         | V         | V         | V         | V         | V         | V         | V       | V       | V       | V       |         |         |
| Fußball            |           | V         | V         | V         | V         | V         | V         |           | V         | V         |         | V       | V       |         |         |         |
| Gewichtheben       |           |           |           | V         | V         |           |           |           |           |           |         |         |         |         |         |         |
| Handball           |           |           |           |           |           | V         | V         | V         | V         |           | V       |         |         |         |         |         |
| Hockey             |           |           |           | V         | V         | V         | V         | V         | V         |           | V       | V       | V       |         |         |         |
| Kanu               |           | V         | V         |           |           |           |           |           |           |           |         |         |         |         |         |         |
| Leichtathletik     |           | V         | V         | V         | V         | V         | V         | V         | V         |           |         |         |         |         |         |         |
| Moderner Fünfkampf |           | V         | V         | V         | V         | V         |           |           |           |           |         |         |         |         |         |         |
| Radsport           |           |           |           |           |           |           |           |           |           |           |         | V       | V       |         | V       |         |
| Reiten             |           |           |           |           |           |           |           |           |           |           | V       | V       | V       | V       | V       | V       |
| Ringen             |           | V         | V         | V         |           | V         | V         | V         | V         |           |         |         |         |         |         |         |
| Rudern             |           |           |           |           |           |           |           |           |           |           | V       | V       | V       | V       |         |         |
| Schießen           |           |           |           |           | V         | V         | V         |           |           |           |         |         |         |         |         |         |
| Schwimmen          |           |           |           |           |           |           |           | V         | V         | V         | V       | V       | V       | V       | V       |         |
| Segeln             |           |           |           | V         | V         | V         | V         | V         | V         | V         |         |         |         |         |         |         |
| Turnen             |           |           | V         | V         |           |           |           |           |           |           |         |         |         |         |         |         |
| Abschluss          |           |           |           |           |           |           |           |           |           |           |         |         |         |         |         | S       |
| Datum              | 21.       | 22.       | 23.       | 24.       | 25.       | 26.       | 27.       | 28.       | 29.       | 30.       | 1.      | 2.      | 3.      | 4.      | 5.      | 6.      |
| Datum              | September | September | September | September | September | September | September | September | September | September | Oktober | Oktober | Oktober | Oktober | Oktober | Oktober |

## Die Absage der Olympischen Sommerspiele von Tokio
Obwohl die Meinung verbreitet ist, Japan seien die Olympischen Spiele 1940 aufgrund der kriegerischen Auseinandersetzungen entzogen worden, handelte es sich um eine freiwillige Rückgabe des Austragungsrechts aus innenpolitischen Gründen. Dennoch gab es in den Jahren 1937 und 1938 internationale Boykottbestrebungen. Der äußere und innere Druck auf die Organisatoren führte nicht zu einer sofortigen Absage der Spiele. Erst nach einer Phase sinkender Unterstützung und zunehmenden Drucks gaben sie das Austragungsrecht an das IOC zurück.

### Internationale Boykottbestrebungen
Die Diskussion um den Boykott der Tokioter Spiele ging von der British Olympic Association (BOA), die 1940 keine Mannschaft entsenden wollte, aus. Die Nachrichtenagentur Associated Press berichtete am 1. Februar 1938 davon, dass die BOA die Möglichkeit diskutierte, sich als alternativen Austragungsort zu bewerben. Dieser Bericht befeuerte internationale Spekulationen über einen offiziellen Boykott. Im Gegensatz zum britischen Olympischen Komitee vertrat das amerikanische IOC-Mitglied Avery Brundage die Position, der Sport stünde über der Politik, weshalb für ihn ein Boykott nicht in Frage kam. Aber auch in den USA wuchs die Boykottbewegung. Hingegen waren es die Briten, die ihre Boykottabsicht offiziell machten. Dennoch bestätigten die IOC-Mitglieder aus der Tschechoslowakei, Ungarn, Polen, Frankreich und Belgien weiterhin ihre Unterstützung Tokios. Die Position Großbritanniens im Vorfeld der IOC-Session, die vom 10. bis zum 18. März 1938 in Kairo stattfand, blieb jedoch etwas unklar, da Baron Aberdare gegenüber der Presse auch die Möglichkeit einer freiwilligen Rückgabe des Austragungsrechts durch Tokio ins Gespräch brachte und betonte, dass er diese Option dem Willen anderer Nationen zum Boykott vorziehen würde. Das französische IOC-Mitglied François Piétri wandte sich gegen solche Überlegungen, da die Spiele dem olympischen Protokoll folgend in Berlin an Tokio vergeben wurden und dieses Protokoll keinen Entzug dieser Spiele vorsah.
Das chinesische IOC-Mitglied Wang Zhengting, der nicht persönlich an der IOC-Session in Kairo teilnehmen konnte, da er als Botschafter nach Washington, D.C. versetzt worden war, beantragte schriftlich, Japan die Olympischen Spiele zu entziehen und sie an einem alternativen Ort auszutragen. In seinem Telegramm verwies er darauf, dass die Olympischen Spiele der internationalen Freundschaft dienen und deshalb nicht an eine Kriegspartei vergeben werden sollten. Diesen Antrag lehnte IOC-Präsident Baillet-Latour mit dem Hinweis ab, dass sich für eine solche Maßnahme keine Grundlage in der Olympischen Charta finden ließe. Nachdem er das Telegramm verlesen hatte, wies der IOC-Präsident das japanische OK jedoch an, bald zu entscheiden, ob es die Spiele austragen wolle. Trotz der Präferenz Chinas, Großbritanniens und Finnlands, Japan die Spiele zu entziehen, betonten die japanischen Organisatoren die Bedeutung der Spiele für ihr Land und ihren Willen, sie auszutragen. Diese Konfliktlage war jedoch für das IOC nicht so entscheidend wie die Sorge, dass die geplante Weltausstellung terminlich mit den Olympischen Spielen kollidieren würde. Es forderte einen Abstand von einem Monat zwischen dem geplanten Ende der Weltausstellung am 24. August 1940 und dem Beginn der Sommerspiele am 24. September. Sollte dieser Abstand verletzt werden, würde das IOC Tokio die Spiele entziehen. Der IOC-Präsident setzte den Stichtag für die Entscheidung über diesen Punkt auf den 8. Mai 1938. Dieser Streitpunkt konnte letztendlich mit einer ausgehandelten dreiwöchigen Frist zwischen den beiden Veranstaltungen, die vom IOC-Präsidenten akzeptiert wurde, ausgeräumt werden. Trotz dieses offiziellen Festhaltens an Tokio als Ausrichter der Olympischen Sommerspiele des Jahres 1940 bereitete Baillet-Latour im Hintergrund auch Schritte vor, die eine freiwillige Rückgabe des Austragungsrechts in Anbetracht der wachsenden innerjapanischen Kritik und die Wahl eines neuen Veranstaltungsortes ermöglichen sollten.
Nachdem die IOC-Session von Kairo beendet war, schrieb das britische IOC-Mitglied Baron Aberdare dem IOC-Präsidenten, Japan befinde sich in einem wahrscheinlich länger andauernden Krieg und sei deshalb nicht der geeignete Austragungsort für Olympische Spiele. Er äußerte die Befürchtung, dass das Festhalten an Tokio die Olympischen Spiele als Ganzes beschädigen könnte, und plädierte deshalb für Helsinki als Alternative. Das IOC hatte jedoch in Kairo abstimmen lassen und war zu dem Ergebnis gekommen, dass die Sicherheit der Sportler absoluten Vorrang habe. Solange der Krieg somit nicht im Austragungsland angekommen sei, könne man getrost Olympische Spiele veranstalten. Das Tokioter OK hatte jedoch weiterhin einflussreiche Fürsprecher mit dem IOC-Präsidenten, aber auch den amerikanischen IOC-Mitgliedern Avery Brundage und William M. Garland. Baillet-Latour betonte öffentlich, dass er einen Boykott der Olympischen Spiele 1940 ebenso ablehnen würde wie er es bezüglich eines jüdischen Boykotts der Olympischen Spiele 1936 getan hätte.

### Die Rückgabe der Spiele ans IOC
Die internationale Diskussion führte also nicht zu einem Entzug der Olympischen Spiele. Stattdessen führten innerjapanische Probleme zur Rückgabe des Austragungsrechts an das IOC. Die Führung des einflussreichen Militärs stand den Olympischen Spielen kritisch gegenüber, weil sie die Adaption westlicher Gepflogenheiten durch Japaner befürchtete. Deshalb lehnte sie von Anfang an die Spiele mit den durch sie ins Land kommenden westlichen Ausländern ab. Mit Beginn des Zweiten Japanisch-Chinesischen Krieges am 7. Juli 1937 wurden diese Stimmen lauter und verwiesen zudem darauf, dass die Kriegsanstrengungen keine Verwendung von Ressourcen für die Olympischen Spiele zulassen würden. Bereits am Tag des Kriegsausbruchs forderte das Unterhausmitglied Kōno Ichirō die Absage der Olympischen Spiele. Ende August 1937 reagierte Soeshima auf diese Forderungen, indem er sich dafür aussprach, das Austragungsrecht zurückzugeben und so einem anderen Veranstalter die Möglichkeit zur Austragung zu geben, wenn die nötigen Ressourcen nicht bereitgestellt werden könnten. Auch gegenüber dem Premierminister Konoe Fumimaro vertrat er die Position, dass eine zu späte Absage Japans Ansehen weiter beschädigen könnte. Nach diesem Treffen und Konsultationen mit anderen Regierungsmitgliedern gab Konoe jedoch offiziell bekannt, an der Austragung der Olympischen Spiele des Jahres 1940 festzuhalten.
Damit war die Diskussion über die Austragung der Olympischen Spiele aber nicht beendet, sondern setzte sich nahtlos fort. Am 6. September 1937 forderte Kōno während der Budgetverhandlungen im Parlament, den Reitsport aus dem vorgesehenen Programm zu streichen, da es dem Militär untersagt war, Reitübungen abzuhalten, und dies auch für Zivilisten gelten sollte. Dabei bezog er sich auf ein Verbot des Heeresministers, der Takeichi Nishi untersagt hatte, für die Olympischen Spiele zu trainieren. Der Premierminister reagierte auf Kōnos Kritik mit der Ankündigung, dass bald über die Zukunft der Austragung der Spiele entschieden werden solle. Diese Entwicklung führte zu hektischer Betriebsamkeit unter den Organisatoren. Prinz Tokugawa hielt ein Treffen des OKs ab, um die Frage der Austragung oder Absage zu diskutieren. Die Tokioter Stadtverwaltung hielt ein Krisentreffen ab, auf dem sie die Austragung der Olympischen Spiele forderte, da die Vergabe an Japan ein Ausdruck des internationalen Vertrauens in Japan gewesen sei und dieses Vertrauen nicht enttäuscht werden dürfe. Auch das Bildungsministerium und die JAAA wollten an der Austragung festhalten. Am 10. September 1937 erklärte das Kabinett, die Entwicklung solle noch einige Zeit beobachtet werden, um dann eine endgültige Entscheidung treffen zu können. Trotz der indifferenten Haltung der Regierung und der öffentlichen Diskussion zu diesem Thema behielt die Presse ihre positive Einstellung zur Austragung der Olympischen Spiele bei, stellte sie aber zum Teil klar in einen nationalistischen Kontext, der mit den Kriegshandlungen in China korrespondierte. Und auch der IOC-Präsident hielt an Tokio als Austragungsort fest und wollte internationaler Kritik entgegentreten, sofern das OK auf der IOC-Session 1938 Fortschritte bei der Organisation belegen könne.

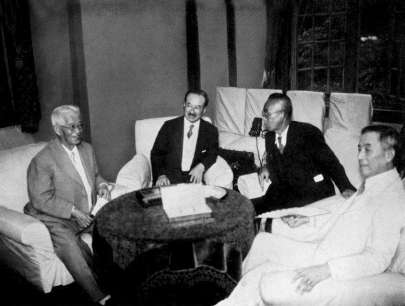
Treffen zur Absage der Olympischen Sommerspiele 1940 am 14. Juli 1938. Von links nach rechts: Vizepräsident des Organisationskomitees, Kobashi Ichita, Sozialminister Kido Kōichi, Vizepräsident des Organisationskomitees, Shimomura Hiroshi, und dessen Generalsekretär, Nagai Matsuzō.

Am 23. Juni 1938 präsentierte der Premierminister seinen Austeritätsplan, der Einschnitte im Staatshaushalt vorsah. Das Finanzministerium sollte demnach die Ausgabe von Anleihen reduzieren. Dies hatte auch direkte Auswirkungen auf das OK, das angewiesen wurde, möglichst bereits existierende Sportstätten zu nutzen. Angestrebt wurde eine Budgetsenkung um 30 bis 40 %, zudem sollte auch die Zuteilung von Ressourcen wie Stahl limitiert werden. Da der Stadt Tokio die Ausgabe von Anleihen für die Olympischen Spiele untersagt wurde, rechneten Beobachter mit einer starken Verkleinerung der Veranstaltung. Trotz solcher Einschnitte gab die Regierung an, dass sie keine Absage der Spiele wünsche. Klingeberg, der technische Berater des OK, berichtete dem IOC am 12. Juli, dass die Weltausstellung abgesagt worden sei und eine Entscheidung über die Olympischen Spiele am Ende des Monats im Kabinett fallen solle. Er ging davon aus, dass diese Entscheidung positiv ausfallen würde.
Auch wenn die japanische Regierung bis dahin Spekulationen über eine mögliche Absage zurückgewiesen hatte, entzog das Ministerium für Wohlfahrt unter Kido Kōichi dem Organisationskomitee am 14. Juli 1938 die Unterstützung und forderte die Stadt Tokio auf, die Einladung zu den Spielen zu widerrufen. Am nächsten Tag informierte er als zuständiger Minister das Parlament über den Rückzug Tokios als Austragungsort. Am 16. Juli 1938 wurde der IOC-Präsident Baillet-Latour, der unter anderem von Klingeberg über die Entwicklungen auf dem Laufenden gehalten worden war, per Telegramm offiziell über die Absage der Olympischen Sommerspiele 1940 in Tokio ebenso wie der Olympischen Winterspiele 1940 in Sapporo informiert. Die Absage wurde mit der Notwendigkeit, die nationalen Ressourcen auf den Sino-Japanischen Krieg konzentrieren zu müssen, begründet. Zugleich wurde eine erneute Kandidatur für die Olympischen Sommerspiele 1944 als Möglichkeit angeführt. Internationale Beobachter vermuteten zum einen das Militär, das westlichen Einflüssen auf Japan skeptisch gegenüberstand, als treibende Kraft hinter der Absage, zum anderen, dass der drohende Gesichtsverlust durch die Boykottdrohungen der Schweiz, Großbritanniens und der skandinavischen Länder verhindert werden sollte.

## Die Olympischen Sommerspiele 1940 in Helsinki

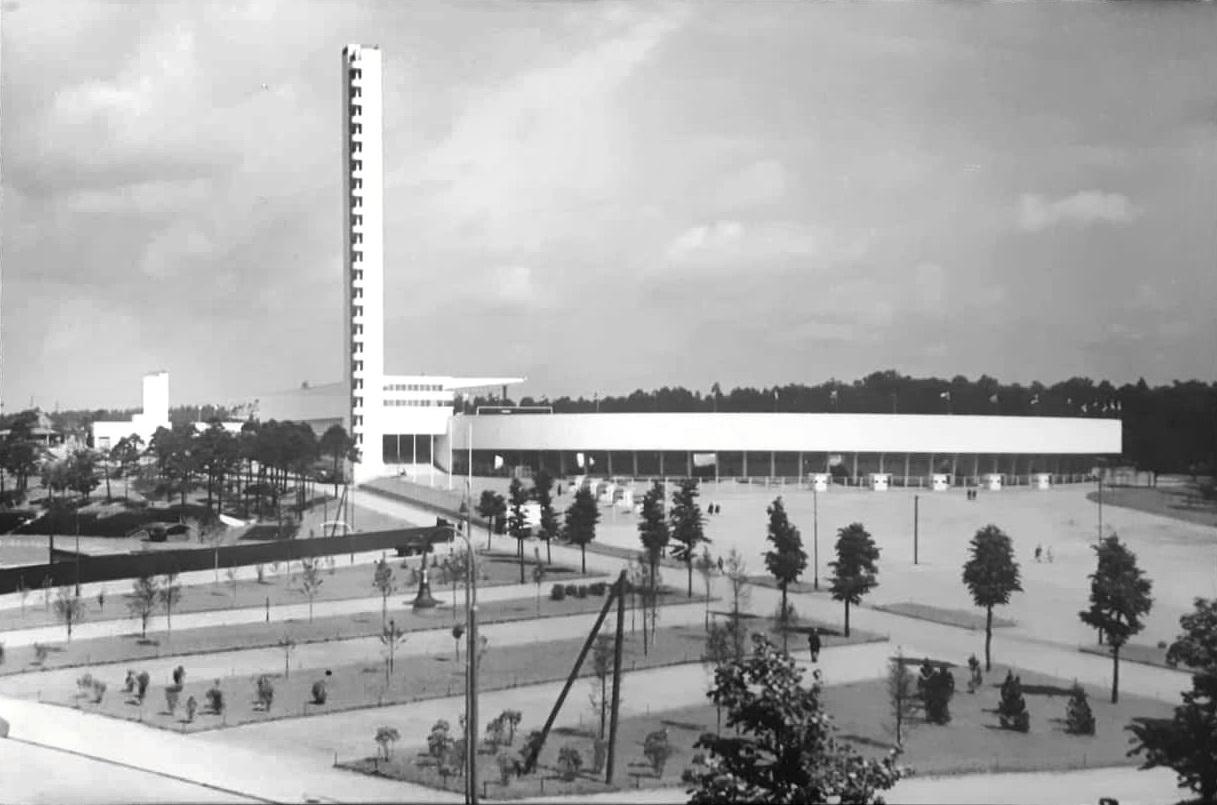
Das Olympiastadion Helsinki in den 1930er-Jahren.

Am Morgen des 16. Juli 1938, noch vor Eingang des Telegramms mit der offiziellen Absage des Tokioter Organisationskomitees, kontaktierte IOC-Präsident Baillet-Latour das finnische IOC-Mitglied Ernst Krogius mit der Bitte um alternative Pläne für die Austragung der Olympischen Sommerspiele 1940. Drei Tage später, am 19. Juli 1938, bot Baillet-Latour die Spiele für 1940 offiziell Helsinki an, das 1932 Berlin und 1936 Tokio noch unterlegen war. Am 26. Juli akzeptierte die finnische Regierung diese Entscheidung. In der Folge konstituierte sich das Organisationskomitee zügig unter der Leitung des IOC-Mitglieds Johan Wilhelm Rangell. Von dem skandinavischen Land wurde eine insgesamt bescheidenere Ausrichtung der Spiele erwartet. Die Vorbereitungen, Plänen Erik von Frenckells folgend, gingen zügig voran. Ein olympisches Dorf wurde in Käpylä errichtet, auch war das Olympiastadion bereits fertiggestellt. Weitere Anlagen wie das Schwimmstadion befanden sich im Bau. Aber auch die Spiele 1940 von Helsinki konnten nicht ausgetragen werden, da die Sowjetunion am 30. November 1939 Finnland angriff und so der Winterkrieg ausbrach, der am 13. März 1940 endete. Nachdem das Deutsche Reich auch Dänemark und Norwegen besetzt hatte, sagte Baillet-Latour am 2. Mai 1940 die Olympischen Spiele offiziell ab.
Auf der ersten IOC-Session nach dem Zweiten Weltkrieg 1946 in Lausanne wurde Helsinki für die Vorbereitung der Olympischen Spiele 1940 der Olympische Pokal verliehen. Diese Auszeichnung markierte den Beginn der erneuten Bestrebung, Olympische Spiele auszurichten. Die finnische Regierung stellte der Stadt finanzielle Mittel zur Verfügung, um die Sportstätten wiederherzustellen und neue zu errichten. Am 23. April 1947 beschloss der Stadtrat Helsinkis, sich um die Olympischen Spiele 1952 zu bewerben. Im selben Jahr konnte sich die finnische Hauptstadt auf der IOC-Session in Stockholm gegen die Mitbewerber durchsetzen, und vom 19. Juli bis zum 3. August 1952 richtete sie die Olympischen Spiele aus. Im Rahmen der Vorbereitung griff man auf viele Vorarbeiten für 1940 zurück, um Kosten zu sparen. So wurde zum Beispiel die Kapazität des damaligen Olympiastadions von 45.000 auf 70.000 Zuschauer erhöht, statt eine völlig neue Anlage zu bauen.

## Nachwirkungen
Die abgesagten Olympischen Sommerspiele des Jahres 1940 markierten einen wichtigen Meilenstein in der Geschichte der olympischen Bewegung. Die Bewerbungskampagne Tokios brach mit gewohnten Gepflogenheiten und etablierte den Bewerbungsprozess so wie er heute mit IOC-Delegationen, die zu den Bewerberstädten reisen, und dem Einbezug politischer Funktionsträger abläuft. Bis zu den IOC-Sessionen 1936 und 1937 wurden die Olympischen Spiele noch als eine Domäne betrachtet, die im Grunde von den Funktionären des IOC und der NOKs beherrscht wurde. Auch die direkte Zuweisung einer politischen Bedeutung mit der Hoffnung, die Olympischen Spiele würden Japan in Zeiten zunehmender Isolation mit der Welt in Kontakt halten, war neu und setzte sich in der Folge fort. So wurde die Vergabe der Olympischen Sommerspiele 1988 nach Seoul durch das IOC auch als eine Maßnahme zur Stärkung der demokratischen Tendenzen in Südkorea angesehen.

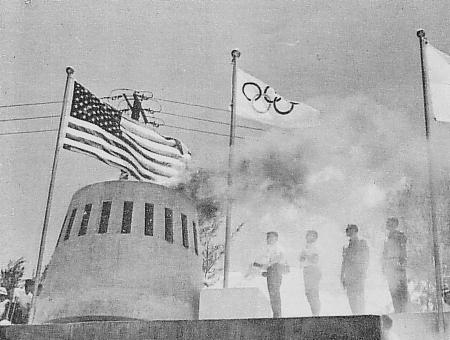
Zeremonie für das olympische Feuer am 7. September 1964 in Naha auf Okinawa.

Daneben hatten die geplanten Spiele von 1940 Auswirkungen auf zukünftige Austragungen Olympischer Spiele in Asien. Am deutlichsten zeigen diese sich an den Olympischen Sommerspielen 1964, die in Tokio stattfanden. Diese Spiele standen in der Tradition der Verbindung von Nationalismus und Internationalismus in großen Sportveranstaltungen seit den Far Eastern Games des Jahres 1923 in Osaka, die sich besonders in den Vorbereitungen für die Olympischen Spiele 1940 ausgewirkt hatte. Nach der Rückgabe des Austragungsrechts ans IOC fand 1940 dennoch eine internationale Sportveranstaltung in Tokio statt. Vom 6. bis zum 9. Juni nahmen 700 Sportler aus Japan, der Mandschurei, Thailand, den Philippinen, von Hawaii und aus den besetzten chinesischen Gebieten an den von der Stadt und der JAAA organisierten East Asian Games teil. Im Rahmen der Feierlichkeiten zum 2600. Jubiläum der kaiserlichen Linie wurde zudem ein Fackellauf abgehalten, der ein heiliges Feuer vom Kashihara-Schrein bis zum Meiji-Schrein transportierte. Diese Veranstaltung war sehr wahrscheinlich von den Diskussionen um den olympischen Fackellauf inspiriert worden. Als Tokio die Olympischen Sommerspiele 1964 auf der IOC-Session 1959 in München zugesprochen bekam, waren die drei großen Konflikte aus der Vorbereitung der 1940er-Spiele hinfällig. Nach der Ansprache zur Kapitulation durch den Tennō war die Eröffnung der Olympischen Spiele durch ihn kein Problem mehr. Auch der Fackellauf, der während der Vorbereitungen in den 1930er-Jahren im Konflikt zwischen internationalen und nationalen Interessen stand, fand ohne solche Diskussionen statt. Er folgte weitestgehend dem Plan von Carl Diem und wurde mit der Entzündung des Feuers durch Sakai Yoshinori, der am Tag des Atombombenabwurfs in Hiroshima geboren worden war, nationalistisch und pazifistisch aufgeladen. Auch der Konflikt um den Ort der Sportstätten wurde gelöst. Das Olympiastadion Tokio befand sich im Außenbezirk des Meiji-Schreins, während zwei andere Zentren mit dem Olympiapark Komazawa und Yoyogi-Park an Standorten errichtet wurden, die bereits in Hinblick auf 1940 diskutiert worden waren.
Ideologisch prägten die Bewerbung und Vorbereitung Tokios für die Olympischen Sommerspiele 1940 die folgenden Olympischen Spiele in Asien. Sowohl die Olympischen Sommerspiele 1964 in Tokio als auch die Olympischen Winterspiele 1972 in Sapporo, die Olympischen Sommerspiele 1988 in Seoul, die Olympischen Winterspiele 1998 in Nagano und die Olympischen Sommerspiele 2008 in Peking wurden in jeweils verschiedener Ausprägung als Verbindung von Orient und Okzident inszeniert. Sie sollten gegenüber dem Westen ein positives Bild Asiens vermitteln und dessen Anerkennung erwirken. Zugleich bildeten sie eine Bühne, auf der sich die Gastgeberländer als moderne, fortschrittliche Nationen inszenieren konnten, während zugleich auch dem westlichen Exotismus in Teilen entsprochen wurde.